# NGC 4411B
NGC 4411B is een balkspiraalstelsel in het sterrenbeeld Maagd. Het hemelobject ligt 71,36 miljoen lichtjaar van de Aarde verwijderd en werd in 1860 ontdekt door de Duits-Amerikaanse astronoom Christian Heinrich Friedrich Peters.

## Synoniemen
- NGC 4411-2
- IRAS 12242+0909
- UGC 7546
- KCPG 336B
- MCG 2-32-55
- ZWG 70.82
- VCC 939
- PGC 40745